# 青冈县种羊场
青冈县种羊场隶属于中国黑龙江省绥化市青冈县人民政府农业农村局，所在区域列为青冈县的一个类似乡级单位。
2019年2月之前，青冈县种马场和种羊场隶属青冈县人民政府畜牧兽医局。2019年2月22日，青冈县农业农村局挂牌成立，原种场、果树场、种马场、种羊场划入。“农牧”四场现有8个自然屯；户籍1278户，2119人；常驻459户，768人；幅员面积97718亩，其中：耕地24459亩，林地148.5亩，草原72325.5亩。种羊场具体情况不详。

## 行政区划
青冈县种羊场下辖以下地区：
青冈县种羊场虚拟生活区。